# Nola prothyma
Nola prothyma är en fjärilsart som beskrevs av Dyar 1914. Nola prothyma ingår i släktet Nola och familjen trågspinnare. Inga underarter finns listade i Catalogue of Life.